# Pierrickia aequalis
Pierrickia aequalis är en rundmaskart som först beskrevs av Gerlach 1956.  Pierrickia aequalis ingår i släktet Pierrickia och familjen Comesomatidae. Arten är reproducerande i Sverige. Inga underarter finns listade i Catalogue of Life.